# Kacper Kaczkowski
Kacper Kaczkowski herbu Pomian – poseł województwa inowrocławskiego na sejm 1523 roku w Krakowie.